# Donald Menzel
Donald Howard Menzel (11 avril 1901-14 décembre 1976) est un astronome américain.
Il étudia à l'université de Denver et obtint son doctorat à Princeton. Il alla ensuite à l'observatoire Lick mais le quitta en 1932 pour un poste à Harvard.
Il fit des recherches sur le soleil dans un premier temps, avant de se concentrer sur l'étude des nébuleuses gazeuses.
Il écrivit A Field Guide to the Stars and Planets, une partie des Peterson Field Guides.
La personnalité du Dr Donald Howard Menzel est encore plus liée au fait ovni qu’aucune autre, puisque professeur d’astrophysique à Harvard, ancien directeur du Harvard College Observatory et membre du Smithonian Astrophysical Observatory, Menzel fut un des plus farouches négateurs du phénomène ovni.

## Théorie du complot anti-ovni
Dès 1947, il explique les observations de Kenneth Arnold par des phénomènes allant de reflets de cristaux de glace sur les formations nuageuses jusqu’à des gouttes d’eau sur le pare-brise de l’avion d’Arnold. Le physicien nucléaire et ufologue Stanton Friedman, qui investigua sur les documents MJ, consulta les archives Menzel et Forrestal à Harvard et Princeton et découvrit que le Dr Menzel possédait une habilitation « Ultra Top secret » et qu’il fut conseiller du gouvernement fédéral tout en continuant son métier de professeur d’université. Il fut un des tout premiers et des plus actifs « débunkers » que compta le débat autour du fait ovni. Donald Menzel fut indiscutablement une source d'autorité auprès de la communauté scientifique pour affirmer que le fait ovni se résumait à des hallucinations et erreurs d’interprétation, et tâcha d'en convaincre le public.[citation nécessaire]
L’astrophysicien Pierre Guérin, dans le livre qu’il consacre aux mécanismes sociologiques et scientifiques en œuvre dans la dénégation systématique et infondée, selon lui, du phénomène ovni, Ovni, les mécanismes d’une désinformation, relève l’attitude consciente de Menzel dans sa volonté manifeste d’occulter ces faits.
[citation nécessaire]

## Hommage
(1967) Menzel, astéroïde nommé en honneur